# مجاهد خضيراوي
مجاهد خضيراوي (بالفارسية: مجاهد خذیراوی) هو لاعب كرة قدم إيراني في مركز نصف الجناح، ولد في 21 سبتمبر 1980 في عبادان في إيران. شارك مع منتخب إيران لكرة القدم. أما مع النوادي، فقد لعب مع نادي استقلال أهواز ونادي استقلال طهران ونادي صنعت نفط عبادان ونادي فولاد خوزستان.

## وصلات خارجية
- مجاهد خضيراوي على موقع قاعدة بيانات كرة القدم.إي يو (الإنجليزية)
- مجاهد خضيراوي على موقع ناشيونال فوتبول تيمز (الإنجليزية)